# Nefrotoxine
Een nefrotoxine (gr:, nephros = nier) is een giftige stof (toxine), die de nieren aantast. Het zijn mogelijk negatieve bij-effecten van een medicatie maar het kunnen ook natuurlijke chemicaliën zijn of chemicaliën die gebruikt worden in laboratoria of de industrie zoals zware metalen.
De werking van een nephrotoxine is sterk afhankelijk van de dosis, plaats van toediening, verspreidingssnelheid en gezondheid van de persoon.

## Nefrotoxische stoffen
- Zware metalen die een reactie aangaan met de enzymen van het energie metabolisme.
- Aristolochiazuur - dat gevonden wordt in sommige plantensoorten, (zoals de pijpbloemfamilie), en de kruidenpreparaten die daarvan gemaakt worden.
- Fumonisine
- Citrinine
- Ochratoxine A